# 둥베이 평원
둥베이 평원(중국어 간체자: 东北平原, 병음: Dongbei pingyuan)은 랴오허 강, 쑹화강의 충적·침식으로 형성된 만주의 중심을 이루는 대평원이다. 남북 1,000km, 폭 400km이다.